# 대덕군 (선거구)
대덕군은 대한민국의 옛 국회의원 선거구이다. 당시 충청남도 대덕군의 전 지역을 관할했다.

## 역사
제헌 국회의원 선거를 앞두고 대덕군 전 지역을 관할하는 선거구로 신설되었다.
1963년 1월, 대덕군 유천면·회덕면 일부(대화리·오정리·용전리)·산내면 일부(옥계리·삼정리·호동리·가오리)가 대전시로 편입되었다. 이에 제6대 국회의원 선거를 앞두고 해당 지역들은 대전시 선거구로 편입되었으며 나머지 지역들은 연기군 선거구와 합쳐져 대덕군·연기군 선거구를 이루게 되면서 폐지되었다.

## 역대 국회의원
| 선거   | 정당 | 정당               | 의원   |
| ------ | ---- | ------------------ | ------ |
| 1948년 |      | 대한독립촉성국민회 | 송진백 |
| 1950년 |      | 무소속             | 김종회 |
| 1954년 |      | 자유당             | 송우범 |
| 1958년 |      | 무소속             | 박병배 |
| 1960년 |      | 무소속             | 박병배 |

## 역대 선거 결과

### 대한민국 제헌 국회의원 선거
|  | 21.40% |

|  | 19.73% |

|  | 16.89% |

|  | 13.04% |

|  | 9.08% |

|  | 8.61% |

|  | 6.54% |

|  | 4.66% |

|  | 0% |

### 대한민국 제2대 국회의원 선거
|  | 28.34% |

|  | 13.79% |

|  | 9.71% |

|  | 9.44% |

|  | 7.08% |

|  | 6.40% |

|  | 5.39% |

|  | 4.04% |

|  | 3.70% |

|  | 3.03% |

|  | 2.69% |

|  | 1.98% |

|  | 1.77% |

|  | 1.38% |

|  | 1.18% |

|  | 0% |

### 대한민국 제3대 국회의원 선거
|  | 25.04% |

|  | 13.29% |

|  | 13.13% |

|  | 11.24% |

|  | 7.68% |

|  | 7.40% |

|  | 5.37% |

|  | 5.19% |

|  | 4.38% |

|  | 3.08% |

|  | 2.87% |

|  | 1.25% |

|  | 0% |

|  | 0% |

### 대한민국 제4대 국회의원 선거
|  | 43.42% |

|  | 36.95% |

|  | 19.62% |

### 대한민국 제5대 국회의원 선거
|  | 49.86% |

|  | 44.88% |

|  | 3.10% |

|  | 2.13% |